# Searsia acocksii
Searsia acocksii är en sumakväxtart som först beskrevs av Moffett, och fick sitt nu gällande namn av Moffett. Searsia acocksii ingår i släktet Searsia och familjen sumakväxter. Inga underarter finns listade i Catalogue of Life.